# Stefano Cugurra
Stefano Cugurra (* 25. Juli 1974 in Rio de Janeiro), mit vollständigen Namen Alessandro Stefano Cugurra Rodrigues, auch als Teco bekannt, ist ein brasilianischer Fußballtrainer.

## Karriere
Seinen ersten Vertrag als Trainer unterschrieb Teco 2009 in Malaysia bei Kuala Muda Naza FC. Der Verein spielte in der höchsten Liga, der Malaysia Super League. 2010 wechselte er nach Thailand. Hier unterschrieb er einen Vertrag beim damaligen Zweitligisten Chiangrai United. Nach Phuket zum Zweitligisten Phuket FC wechselte er 2013. Den Erstligisten Osotspa Samut Prakan trainierte er von 2014 bis 2015. Im September wurde er von Osotspa entlassen. Drei Wochen später übernahm er den Erstligisten Navy FC aus Sattahip. Nach der Saison 2016 wurde sein Vertrag in Sattahip nicht verlängert. Im Januar 2017 ging er nach Indonesien und unterschrieb einen Vertrag in Jakarta bei Persija Jakarta. 2018 wurde er mit dem Verein Meister und gewann den Indonesia President’s Cup. 2019 verließ er Jakarta und wechselte zum Ligakonkurrenten Bali United. Mit Bali wurde er die Saison 2019 und 2021/22 indonesischer Fußballmeister.

## Erfolge
Persija Jakarta
- Indonesischer Meister: 2018
- Indonesia President’s Cup: 2018

Bali United
- Indonesischer Meister: 2019, 2021/22

## Auszeichnungen
Liga 1 (Indonesien)
- Trainer des Jahres: 2018, 2019